# Julian Leal

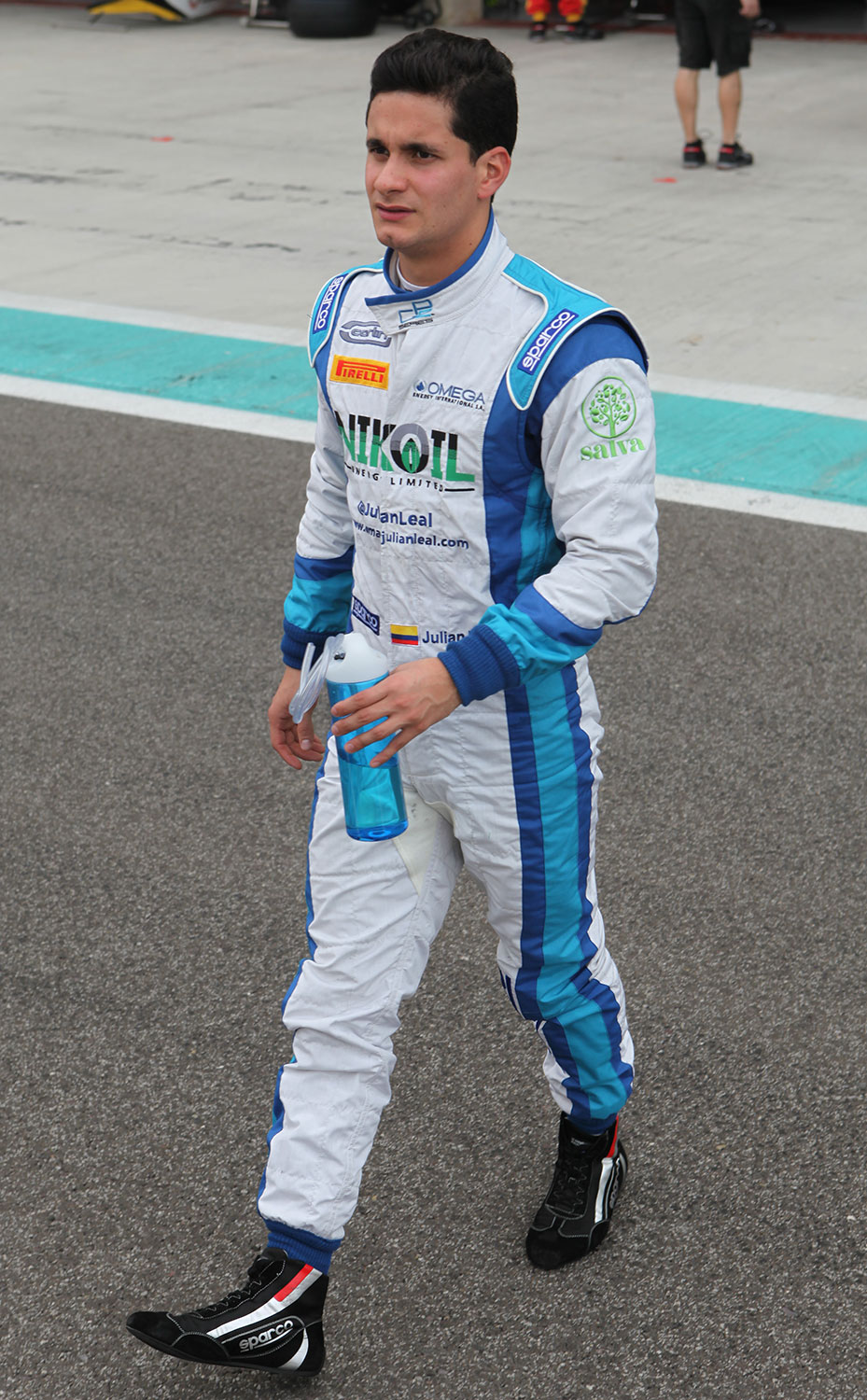
Julian Leal (2014)

Omar Julian Leal Covelli (* 11. Mai 1990 in Bucaramanga) ist ein ehemaliger kolumbianischer Automobilrennfahrer. Leal verwendete zu Beginn seiner Karriere den Namen Omar Leal. Seit 2010 startet er unter dem Namen Julian Leal. Er bestritt einige Rennen mit italienischer Rennlizenz. Er trat von 2011 bis 2015 in der GP2-Serie an.

## Karriere
Leal begann seine Motorsportkarriere 2006 in der panamerikanischen Formel Renault und belegte den neunten Gesamtrang. 2007 startete er zwar auch bei zwei weiteren Rennen in dieser Meisterschaft, sein Hauptaugenmerk lag allerdings auf der Euroseries 3000, in der er für Durango an den Start ging. Am Saisonende belegte er den zehnten Gesamtrang. 2008 blieb Leal in der Euroseries 3000 bei Durango. Mit vier Podest-Platzierungen verbesserte sich Leal in dieser Saison auf den sechsten Platz der Fahrerwertung und gewann zudem den Titel der italienischen Formel-3000-Meisterschaft, zu der acht Rennen der Euroseries 3000 zählten.
2009 wechselte Leal in die Formel Renault 3.5 zum Prema Powerteam. Es gelang ihm nur bei einem Rennen als Dritter Punkte zu erzielen. In der Gesamtwertung belegte er den 20. Platz. 2010 ging Leal in der Formel Renault 3.5 für das Meisterteam International DracoRacing an den Start. Er verwendete ab dieser Saison den Namen Julian Leal. Im Gegensatz zu seinem Teamkollegen Nathanaël Berthon, der die Saison auf dem siebten Platz beendete, gewann Leal kein Rennen und belegte den 20. Gesamtrang. Parallel zu seinem Engagement in der Formel Renault 3.5 trat Leal in der Saison 2010 in der Auto GP, der ehemaligen Euroseries 3000, für Trident Racing an. Mit einem Sieg belegte er am Saisonende den neunten Platz in der Fahrerwertung.

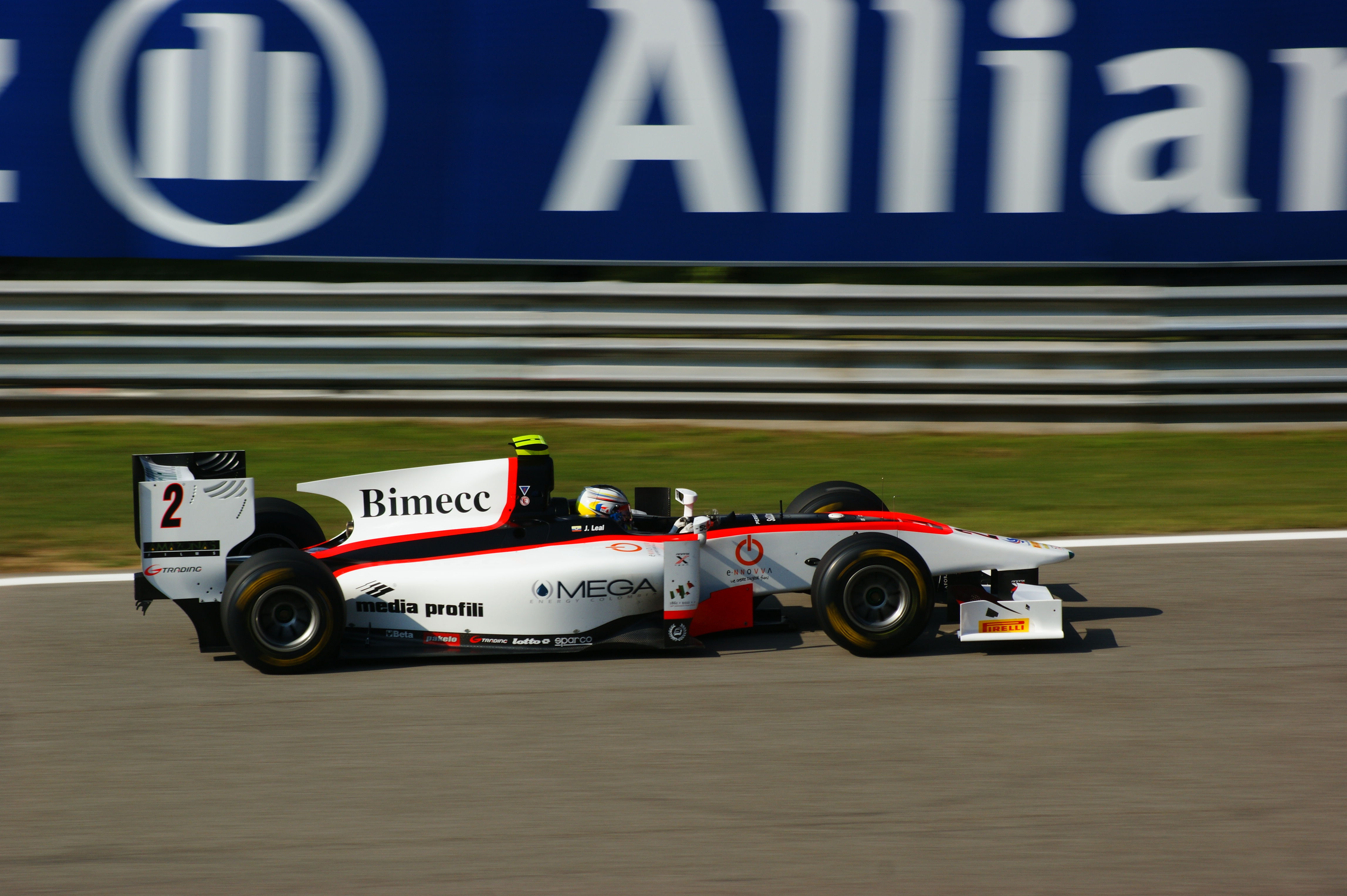
Leal in der GP2-Serie für Rapax in Monza 2011

2011 plante Leal zunächst, in die GP3-Serie zu wechseln. Er erhielt allerdings ein Angebot des Rapax Teams für die Saison 2011 der GP2-Asia-Serie, das er annahm. Am Ende der Saison belegte er den 26. Gesamtrang. Im März wurde Leal schließlich auch für die Saison 2011 der GP2-Serie von Rapax verpflichtet. Während sein Teamkollege Fabio Leimer ein Rennen für sich entschied, blieb Leal punktelos und belegte den 27. Gesamtrang. Nach der Saison startete er für Trident Racing beim GP2 Final 2011 und wurde 22. 2012 blieb Leal bei Trident und absolvierte seine zweite Saison in der GP2-Serie. Er wurde 21. in der Fahrerwertung und unterlag damit seinem Teamkollegen Stéphane Richelmi, der 18. wurde.
2013 wechselte Leal innerhalb der GP2-Serie zu Racing Engineering. In Spa-Francorchamps fuhr Leal mit dem zweiten Platz im Sprintrennen erstmals in seiner GP2-Karriere aufs Podium. Beim darauf folgenden Sprintrennen in Monza folgte mit einem dritten Platz eine weitere Podest-Platzierung. Während sein Teamkollege Fabio Leimer mit 201 Punkten die Meisterschaft für sich entschied, schloss Leal die Gesamtwertung mit 62 Punkten auf dem zwölften Platz ab. Für seine vierte GP2-Saison wechselte Leal erneut den Rennstall. Er ging 2014 für Carlin an den Start. Leal startete mit einem zweiten und dritten Platz beim Saisonauftakt in as-Sachir in die Saison. Weitere Podest-Platzierungen gelangen ihm nicht und er wurde Zehnter im Gesamtklassement. Mit 68 zu 224 Punkten unterlag er dabei seinem Teamkollegen Felipe Nasr. 2015 blieb Leal bei Carlin in der GP2-Serie. Er verließ die Meisterschaft vorzeitig nach der achten Veranstaltung und wurde 14. in der Fahrerwertung.

## Nationalität
Leal ist kolumbianischer Staatsbürger. Im ersten Halbjahr 2011 trat er mit italienischer Lizenz an. Ansonsten startete er unter kolumbianischer Flagge.

## Statistik

### Karrierestationen
| - 2006: Panamerikanische Formel Renault (Platz 9) - 2007: Euroseries 3000 (Platz 10) - 2007: Panamerikanische Formel Renault (Platz 17) - 2008: Euroseries 3000 (Platz 6) - 2009: Formel Renault 3.5 (Platz 20) | - 2010: Formel Renault 3.5 (Platz 20) - 2010: Auto GP (Platz 9) - 2011: GP2-Asia-Serie (Platz 26) - 2011: GP2-Serie (Platz 27) - 2012: GP2-Serie (Platz 21) | - 2013: GP2-Serie (Platz 12) - 2014: GP2-Serie (Platz 10) - 2014: Formel 1 (Testfahrer) - 2015: GP2-Serie (Platz 14) |

### Einzelergebnisse in der GP2-Serie
| Jahr | Team               | 1   | 2   | 3   | 4   | 5   | 6   | 7   | 8   | 9   | 10  | 11  | 12  | 13  | 14  | 15  | 16  | 17  | 18  | 19  | 20  | 21  | 22  | 23  | 24  | Punkte | Rang |
| ---- | ------------------ | --- | --- | --- | --- | --- | --- | --- | --- | --- | --- | --- | --- | --- | --- | --- | --- | --- | --- | --- | --- | --- | --- | --- | --- | ------ | ---- |
| 2011 | Rapax              | TUR | TUR | ESP | ESP | MON | MON | ESP | ESP | GBR | GBR | GER | GER | HUN | HUN | BEL | BEL | ITA | ITA |     |     |     |     |     |     | 0      | 27.  |
| 2011 | Rapax              | 19  | DNF | 17  | 14  | DNF | DNF | 11  | 9   | 22  | 21  | 14  | 9   | 20  | DNF | DNF | DNF | 16  | DNF |     |     |     |     |     |     | 0      | 27.  |
| 2012 | Trident Racing     | MAS | MAS | BRN | BRN | BRN | BRN | ESP | ESP | MON | MON | ESP | ESP | GBR | GBR | GER | GER | HUN | HUN | BEL | BEL | ITA | ITA | SIN | SIN | 9      | 21.  |
| 2012 | Trident Racing     | 15  | 15  | 12  | 17  | 15  | 14  | 24  | 17  | 21  | DNF | 12  | 8   | 20  | 17  | 21  | 12  | 16  | 15  | 7   | 9   | 10  | 8   | 11  | 16  | 9      | 21.  |
| 2013 | Racing Engineering | MAS | MAS | BRN | BRN | ESP | ESP | MON | MON | GBR | GBR | GER | GER | HUN | HUN | BEL | BEL | ITA | ITA | SIN | SIN | UAE | UAE |     |     | 62     | 12.  |
| 2013 | Racing Engineering | 5   | DNF | 19  | 16  | 13  | 25* | DNF | 14  | 8   | 4   | 22  | 12  | 15  | 21  | 6   | 2   | 5   | 3   | DNF | 12  | 16  | 10  |     |     | 62     | 12.  |
| 2014 | Carlin             | BRN | BRN | ESP | ESP | MON | MON | AUT | AUT | GBR | GBR | GER | GER | HUN | HUN | BEL | BEL | ITA | ITA | RUS | RUS | UAE | UAE |     |     | 68     | 10.  |
| 2014 | Carlin             | 2   | 3   | 4   | 5   | DNF | 16  | 13  | 7   | 5   | 5   | 16  | 18  | DNF | 15  | 13  | 10  | 14  | 17  | 9   | 17  | 12  | 11  |     |     | 68     | 10.  |
| 2015 | Carlin             | BRN | BRN | ESP | ESP | MON | MON | AUT | AUT | GBR | GBR | HUN | HUN | BEL | BEL | ITA | ITA | RUS | RUS | BRN | BRN | UAE | UAE |     |     | 38     | 14.  |
| 2015 | Carlin             | 8   | 5   | DNF | 16  | 6   | 5   | 14  | 22  | 9   | 12  | 16  | 15  | 4   | 11  | 12  | 9   |     |     |     |     |     |     |     |     | 38     | 14.  |